# 早道之者
早道之者，又稱小隼人組、小隼人目付，效力於弘前藩津輕家的忍者集團，活躍於青森縣一帶。

## 起源
早道之者起於江戶時代弘前藩四代藩主津輕信政，他在1674年於江戶以兩百石俸祿招募甲賀流忍者中村小隼人，中川小隼人把忍術交給十個弘前藩的足輕，組成最初的「小隼人組」、「小隼人目付」。
津輕信政，籌組忍者的功用專在監視藩士及鄰近的盛岡藩、仙台藩，後來他見成效顯著，便將忍者擴編至二十人，還賜名早道之者，而首領也由中川小隼人家族世襲，1756年時，弘前藩一度廢除早道之者的存在，可是五年後重又起用，一直延續到1870年才廢止。
在其他藩於江戶時代初期其忍者便逐漸沉寂後，弘前藩在半世紀後才創制忍者組織，時間點可說是最晚的，早道之者所用的忍術後來亦衍生出中川流忍術

## 關連項目
- 弘前藩
- 忍者